# H&M All In
H&M All In, född 17 mars 2006, är en belgisk sporthäst, mest känd för att vara Peder Fredricsons förstahäst. Han ansågs  2017 vara en av världens bästa hopphästar.

## Bakgrund
H&M All In är en brun valack efter Kashmir van Schuttershof och under Fortune (efter Andiamo). Han föddes upp av Dee Heer bas Huybregts och ägs av svenska Stuteri Arch. Han tränas och rids av Peder Fredricson.

## Karriär
H&M All In gjorde sin internationella tävlingsdebut i november 2013 med den belgiske ryttaren Nicola Philippaerts. Han har tagit karriärens största segrar i Tokyo 2020 (lag), Europamästerskapen i ridsport 2017 (individuellt) och Falsterbo 2020 (utomhus). Han har även kommit på andra plats i Rio de Janeiro 2016 (individuellt), Tokyo 2020 (individuellt) och Europamästerskapen i ridsport 2017 (lag).
H&M All In segrade även i finalen av 2014 års upplaga av Swedish Riders Trophy.
Torsdagen den 16 februari 2023 meddelade Peder Fredricson på sin Instagram att All In går i pension.